# اسمي فرح
اسمي فرح (بالتركية: Adım Farah) هو مسلسل تلفزيوني درامي تركي من إنتاج O3 Medya، بثت الحلقة الأولى منه في 1 مارس 2023، من إخراج رجائي كاراغوز وتأليف دنيز دارجي وجيم جورجيتش وجينك بوغاتور. مقتبس من المسلسل التلفزيوني الأرجنتيني La Chica que Limpia 2017. بطولة ديميت أوزدمير وإنجين أكيوريك.

## الممثلين والشخصيات
- انجين أكيوريك - طاهر لكيسيز
- ديميت اوزدمير - فرح إرشادي
- فرات تانش - محمد كوشانر
- سنان كارا - فيرا أكينجي
- لاله باشار - بريهان كوشانر
- أوكتاي شوبوك - كان أكينجي
- مرت دوغان - بكر
- داريا بنار أك - جونول كوشانر
- كمال بوراك ألبير - إلياس
- راستين بكناهاد - كريم شاه
- علي سورملي - أورهان كوشانر
- مصطفى افكران - علي غالب أكينجي
- ألبر توردي - حمزة

## الحلقات

### الموسم 1 (2023)
| الحلقة | عنوان الحلقة           | المخرج        | كاتب السيناريو                     | تاريخ العرض   |
| ------ | ---------------------- | ------------- | ---------------------------------- | ------------- |
| 1      | السمكة السوداء الصغيرة | رجائي كاراغوز | دنيز دارجي جيم جورجيتش جنك بوغاتور | 1 مارس 2023   |
| 2      | الخروف الأبيض          | رجائي كاراغوز | دنيز دارجي جيم جورجيتش جنك بوغاتور | 8 مارس 2023   |
| 3      | الخروف الأسود          | رجائي كاراغوز | دنيز دارجي جيم جورجيتش جنك بوغاتور | 15 مارس 2023  |
| 4      | الشاه الصغير           | رجائي كاراغوز | دنيز دارجي جيم جورجيتش جنك بوغاتور | 22 مارس 2023  |
| 5      | الطيور على أشكالها تقع | رجائي كاراغوز | دنيز دارجي جيم جورجيتش جنك بوغاتور | 29 مارس 2023  |
| 6      | قطتان عنيدتان          | رجائي كاراغوز | دنيز دارجي جيم جورجيتش جنك بوغاتور | 5 أبريل 2023  |
| 7      | سارق الشوكولاتة        | رجائي كاراغوز | دنيز دارجي جيم جورجيتش جنك بوغاتور | 12 أبريل 2023 |
| 8      | فرح لكسيز              | رجائي كاراغوز | دنيز دارجي جيم جورجيتش جنك بوغاتور | 19 أبريل 2023 |
| 9      | ربما يوم ما            | رجائي كاراغوز | دنيز دارجي جيم جورجيتش جنك بوغاتور | 26 أبريل 2023 |
| 10     |                        |               |                                    | 3 مايو 2023   |
| 11     |                        |               |                                    | 10 مايو 2023  |

## جدول البث
| الموسم | الحلقات | الحلقات | الأصلي        | الأصلي          | الأصلي |
| الموسم | الحلقات | الحلقات | الأول         | الأخير          | الشبكة |
| ------ | ------- | ------- | ------------- | --------------- | ------ |
| 1      | 14      | 14      | 1 مارس 2023   | 31 مايو 2023    | فوكس   |
| 2      | 13      | 13      | 27 أغسطس 2023 | 30 ديسمبر، 2023 | فوكس   |

## البث الدولي
تم دبلجة المسلسل إلى العربية باللهجة السورية وعُرض على قناة إم بي سي 4 ثم على إم بي سي دراما. وبالدبلجة الفارسية على إم بي سي الفارسية.

## روابط خارجية
- اسمي فرح على موقع IMDb (الإنجليزية)
- اسمي فرح على موقع فيلمافينيتي (الإسبانية)
- اسمي فرح على موقع كينوبويسك (الروسية)
- اسمي فرح على موقع قاعدة بيانات الفيلم (الإنجليزية)